# Mark Tildesley
Mark Tildesley (Londra, 19 settembre 1963) è uno scenografo britannico.
È noto per le sue collaborazioni con il regista britannico Danny Boyle, per il quale ha curato le scenografie di uno spettacolo teatrale e di ogni suo film a partire da 28 giorni dopo (2003), vincendo un Critics' Circle Theatre Award e venendo candidato a un Satellite Award e a un British Independent Film Award. Sempre sotto la regia di Boyle, nel 2012 Tildesley ha realizzato le scenografie per la cerimonia di apertura dei Giochi della XXX Olimpiade, per le quali ha vinto un Emmy.
Ha anche collaborato con il regista Michael Winterbottom, in sette film. All'inizio della sua carriera è stato il cofondatore, assieme allo scenografo Francis O'Connor della compagnia teatrale Catch 22; lì, ha iniziato il suo percorso dirigendo, curando le scenografie ed interpretando diverse produzioni, prima di specializzarsi come scenografo sotto la regia di Michael Bogdanov presso la Royal Opera House.

## Filmografia

### Cinema
- Blue Juice, regia di Carl Prechezer (1995)
- House of America, regia di Marc Evans (1997)
- Resurrection Man, regia di Marc Evans (1998)
- I Want You, regia di Michael Winterbottom (1998)
- Wonderland, regia di Michael Winterbottom (1999)
- With or Without You - Con te o senza di te (With or Without You), regia di Michael Winterbottom (1999)
- Le bianche tracce della vita (The Claim), regia di Michael Winterbottom (2000)
- 24 Hour Party People, regia di Michael Winterbottom (2002)
- 28 giorni dopo (28 Days Later), regia di Danny Boyle (2003)
- The Mother, regia di Roger Michell (2003)
- Codice 46 (Code 46), regia di Michael Winterbottom (2003)
- Millions, regia di Danny Boyle (2004)
- The Constant Gardener - La cospirazione (The Constant Gardener), regia di Fernando Meirelles (2006)
- Sunshine, regia di Danny Boyle (2007)
- 28 settimane dopo (28 Weeks Later), regia di Juan Carlos Fresnadillo (2007)
- La felicità porta fortuna - Happy Go Lucky (Happy-Go-Lucky), regia di Mike Leigh (2008)
- I Love Radio Rock (The Boat That Rocked), regia di Richard Curtis (2010)
- The Killer Inside Me, regia di Michael Winterbottom (2010)
- Sua Maestà (Your Highness), regia di David Gordon Green (2011)
- One Day, regia di Lone Scherfig (2011)
- In trance (Trance), regia di Danny Boyle (2013)
- Il quinto potere (The Fifth Estate), regia di Bill Condon (2013)
- High-Rise - La rivolta (High Rise), regia di Ben Wheatley (2015)
- Heart of the Sea - Le origini di Moby Dick (In the Heart of the Sea), regia di Ron Howard (2015)
- Snowden, regia di Oliver Stone (2016)
- T2 Trainspotting, regia di Danny Boyle (2017)
- Il filo nascosto (Phantom Thread), regia di Paul Thomas Anderson (2017)
- I due papi (The Two Popes), regia di Fernando Meirelles (2019)
- Empire of Light, regia di Sam Mendes (2022)
- 28 anni dopo (28 Years Later), regia di Danny Boyle (2025)
- F1 - Il film (F1: The Movie), regia di Joseph Kosinski (2025)
- Jay Kelly, regia di Noah Baumbach (2025)

### Televisione
- The Tomorrow People - serie TV, 10 episodi (1992-1994)
- Blue Heaven - serie TV, episodio 1x01 (1992)
- Mike & Angelo - serie TV, episodio 5x03 (1993)
- Screen Two - serie TV, episodio 10x06 (1994)
- Which Way to the War, regia di Roy Gould e David Croft - film TV (1994)
- The Office, regia di Paul Jackson - film TV (1996)

## Teatro (parziale)
- Frankenstein, di Mary Shelley, adattamento di Nick Dear, regia di Danny Boyle, con Benedict Cumberbatch (dott. Victor Frankenstein / la Creatura), Jonny Lee Miller (la Creatura / dott. Victor Frankenstein) e Naomie Harris (Elizabeth Latenza). Royal National Theatre di Londra (2011)

## Premi e riconoscimenti
- Premi Emmy
  - 2013 - Miglior direzione artistica per un programma varietà o non-fiction per la cerimonia di apertura dei Giochi della XXX Olimpiade
- Satellite Awards
  - 2007 - Candidato alle migliori scenografie per Sunshine
- British Independent Film Awards
  - 2002 - Candidato al miglior contributo tecnico per 24 Hours Party People
  - 2004 - Candidato al miglior contributo tecnico per Codice 46
  - 2007 - Candidato al miglior contributo tecnico per Sunshine
- London Critics Circle Film Awards
  - 2017 - Candidato al miglior contributo tecnico per High-Rise - La rivolta